# Marjanca Krošl
Marjanca Krošl, slovenska gledališka igralka, * 30. oktober 1931, Maribor, † januar 2014.
Diplomirala je iz dramske igre na Akademiji za igralsko umetnost v Ljubljani, med letoma 1953 in 1982 je bila članica ansambla Slovenskega ljudskega gledališča Celje, nato pa do upokojitve leta 1992 članica Primorskega dramskega gledališča Nova Gorica.